# 71-665
71-665 (відповідно до Єдиної нумерації вагонів) — проєкт п'ятисекційного шестивісного трамвайного вагона Усть-Катавського вагонобудівного заводу.
Основа трамвайного вагона 71-665 — портальний безосьовий візок. Шляхом цього забезпечується 100% низький рівень підлоги трамвайного вагона, значно розширюється ширина проходів у надвізковій зоні, що у свою чергу створює додаткові зручності для перевезення пасажирів. На цьому візку реалізовано принцип мотор-колесо з урахуванням електродвигунів з рідинним охолодженням. Застосування окремих моторів для кожного з 4-х коліс та відсутність між ними поперечних осей дозволяє використовувати принцип незалежного електричного диференціала – незалежне керування кутовою швидкістю обертання кожного колеса окремо.
Вагон обладнаний Wi-Fi та кліматичною системою. Планується, що трамвай цієї моделі буде експлуатуватися на космодромі Східний.